# Размишљање једног обичног српског вола
Приповетка „Размишљање једног обичног српског вола“ Радоја Домановића (1873—1908) је политичко-друштвена сатира. Написана је у априлу 1902. године.
Као и у осталим Домановићевим делима долази до исмевања и критике тадашњег, и садашњег, друштва, у овом случају поноса тог народа.
Име приповетке је и тема приповетке. Говори се о једном српском волу који у свом монологу пореди себе, вола, са својим газдом, Србином. Он у том свом поређењу пређе кратку српску историју, веру и грађанска права и српски понос до тих ствари који они у ствари нису ни стекли. Он на крају закључи да је он можда чак и бољи од Срба, он као један „обичан сељачки во, који се ништа не разликује од осталих српских волова“.